# Алкалиды
Алкали́ды — соли, содержащие в качестве аниона щелочной металл.
Алкалиды, как правило, содержат катион металла, связанный органическим полидентатным лигандом (краун-эфиры, криптанды, азакрауны и др.) и анион щелочного металла. На 1991 год было изучено более 30 алкалидов с анионами Na−, K−, Rb− и Cs−. Алкалиды, содержащие щелочноземельные металлы в составе катиона, были получены, а содержащие их в составе аниона — пока нет.

## Синтез
Первый алкалид — натрид (криптанд-222)натрия — был получен в кристаллическом виде в 1974 году Джеймсом Даем (J. L. Dye). Дай отметил, что растворимость щелочных металлов в аминах и эфирах существенно повышается в присутствии криптандов и краун-эфирах, так, металлический натрий, практически нерастворимый в этиламине, при добавлении криптанда-222 образует растворы с концентрацией до 0,4 М по натрию. Охлаждение раствора на бане с сухим льдом привело к выпадению гексагональных пластинок алкалида [Na(криптанд-222)]+⋅Na−.
В настоящее время стандартной методикой синтеза алкалидов является растворение стехиометрических количеств металла и комплексообразователя в растворе апротонного сольватирующего растворителя с последующим упариванием растворителя под вакуумом, либо высаждением алкалида неполярным растворителем.

## Строение
Радиусы анионов: Na− = 0,272 нм, K− = 0,327 нм, Rb− = 0,339 нм, Cs− = 0,355 нм. Для крупных анионов, начиная с калия, наблюдается димеризация анионов.

## Свойства
Внешне представляют собой окрашенные кристаллы с металлическим блеском. Натрид (криптанд-222)натрия золотистого цвета, калид (криптанд-222)калия зеленовато-золотистый, цезид (криптанд-222)цезия бронзового цвета.
Термически нестабильны. Многие могут храниться только при температуре ниже −60 °C. При комнатной температуре большинство алкалидов разлагается за период от нескольких секунд до нескольких дней. Комплексы с краун-эфирами разлагаются с образованием диалкоголятов олигомеров этиленгликоля и выделением этилена, этана и бутана. Комплексы с азотистыми комплексообразователями обычно выделяют металл и свободный комплексообразователь.

## Применение
Алкалиды — сильные восстановители. Они могут например использоваться для синтеза наночастиц металлов в гомогенной среде восстановлением их солей.